# Підвиди 2: Кривавий камінь
Підвиди 2: Кривавий камінь (англ. Bloodstone: Subspecies II) — американський фільм жахів 1993 року.

## Сюжет
З часу пришестя зла, вампіри прославляють ніч, бенкетуючи на крові. Джерело їх сили укладено в священному кривавому камені. Випадковою володаркою цього каменя стає американська туристка, що приїхала до Румунії, відому батьківщину вампірів. Легендарний вампір Раду переслідує дівчину. Проходячи через жахливі випробування їй доводиться вибирати між смертю і прокляттям.

## У ролях
- Андерс Хоув — Раду
- Деніс Дафф — Мішель Морган
- Кевін Спіртас — Мел
- Мелані Шатнер — Ребекка Морган
- Майкл Деніш — Попеску
- Памела Гордон — Мумія
- Іон Хайдук — лейтенант Марін
- Тудорел Филимон — співробітник палацу
- Віорел Команіч — співробітник палацу
- Віорел Серговіч — рокер
- Каталіна Мургеа — покоївка
- Віолета Бербіуч — покоївка
- Ніколає Урс — поліцейський
- Раду Мінкулеску — поліцейський
- Джордж Улмені — таксист 1
- Влад Пеунеску — таксист 2
- Норман Кабрера — вокаліст рокер
- Вейн Тот — гітарист рокер